# Ливинская, Лидия Архиповна
Лидия Архиповна Ливинская (укр. Лідія Архипівна Лівінська, девичья фамилия Асмолова; 1928—2010) — музейный и общественный деятель.

## Биография
Родилась 22 октября 1928 в селе Тихоновка Мелитопольская округа Украинской ССР в многодетной семье, где было 12 детей. Отец — Архип Асмолов был инвалидом Первой мировой войны.
Училась в сельской школе родного села, пока обучение девочки не прервала Великая Отечественная война. Шесть братьев Лидии пошли воевать, трое из них погибли. Во время немецкой оккупации она помогала партизанам. В 1943 году село сожгли при отступлении немцы, сгорел и дом Асмоловых. Ещё во время войны Лидия решила продолжить обучение в местной школе. Окончила в селе Тихоновка семь классов (учащиеся за один учебный год прошли сразу 5-й, 6-й и 7-й классы).
Продолжила обучение в Мелитополе, где после окончания восьмого класса прошла курсы бухгалтеров. В 1946 году пыталась поступить в Запорожский педагогический техникум, но не попав в него, в этом же году поступила в только что созданный техникума для подготовки работников городского электротранспорта в Киеве, который окончила в 1950 году.
Сначала работала начальником троллейбусного маршрута № 5, затем — трамвайного маршрута № 17; после этого была старшим диспетчером выпуска в трамвайном депо им. Красина и начальником цеха в том же депо. С 1959 года Лидия Архиповна являлась начальником по эксплуатации вновь созданного Дарницком депо города Киева.
После Куреневской трагедии, в марте 1961 года Ливинская вернулась работать в депо им. Красина, где до 1970 года работала заместителем директора — начальником по эксплуатации. Затем работала в Учебно-курсовом комбинате Киевского трамвайно-троллейбусного управления мастером производственного обучения.
В 1983 году Л. А. Ливинская вышла на пенсию, однако не оставила любимого дела и начала работать над созданием Музея истории Киевского транспорта. И накануне празднования 100-летия со дня открытия Киевского трамвая — 6 июня 1992 года — в одном из помещений Киевского завода электротранспорта открылся Музей истории Киевского транспорта. Лидия Архиповна работала впоследствии в нём экскурсоводом.
Ещё одной стороной деятельности Лидии Ливинской была общественная деятельность. Ещё в советское время она была инициатором и вдохновителем собрания в годовщину Куреневской трагедии. После распада СССР эти собрания стали ежегодными. По инициативе Ливинской и руководителя технического отдела предприятия «Киевпастранс» Брамского Казимира Антоновича в память о погибших в результате Куреневской трагедии работников трамвайного депо у его входа в 1995 году был открыт памятный знак, на территории предприятия построена часовня. Благодаря их труду был составлен полный список погибших на рабочих местах электротранспортников трамвайного депо.

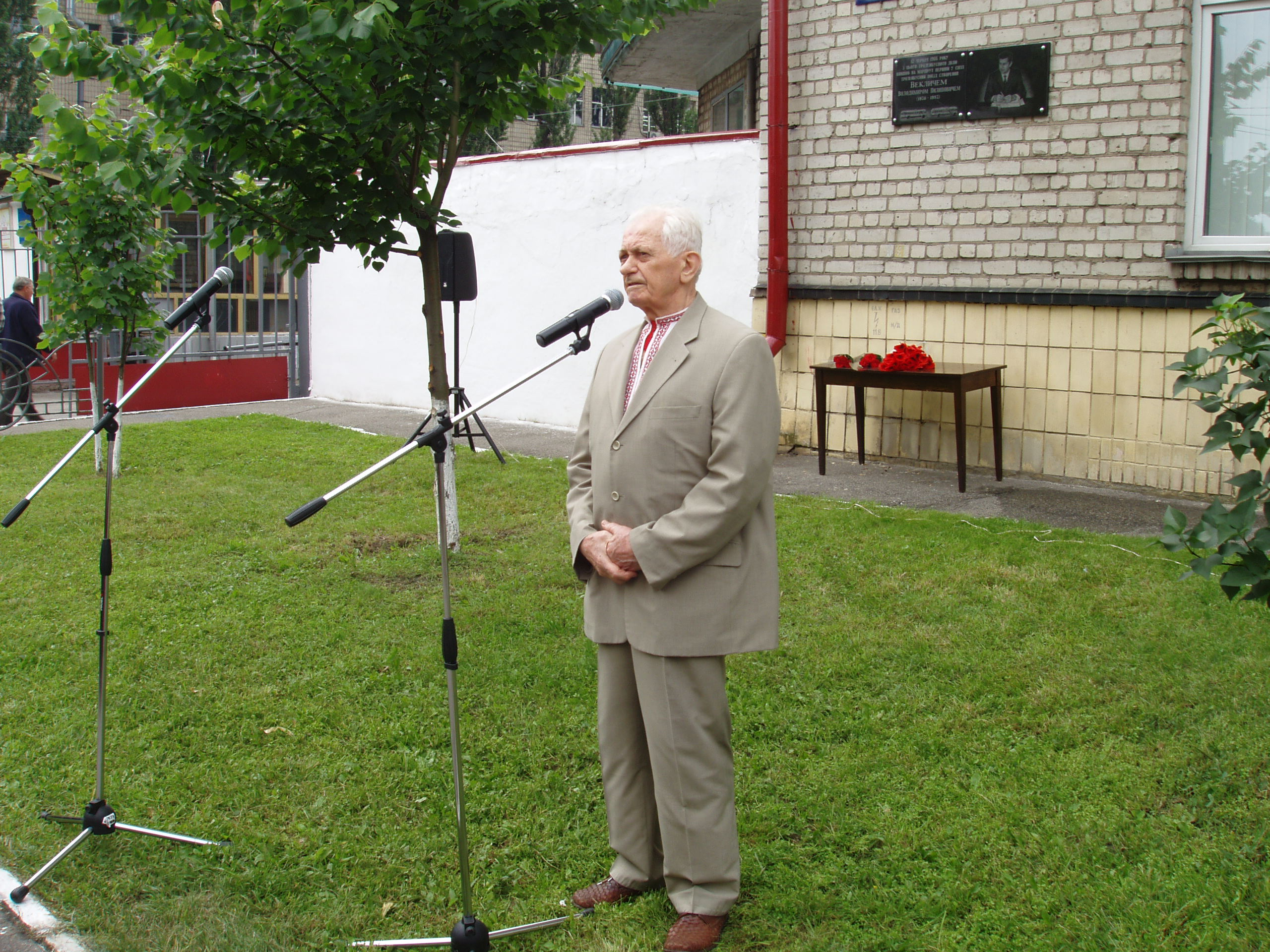
Брамский Казимир Антонович
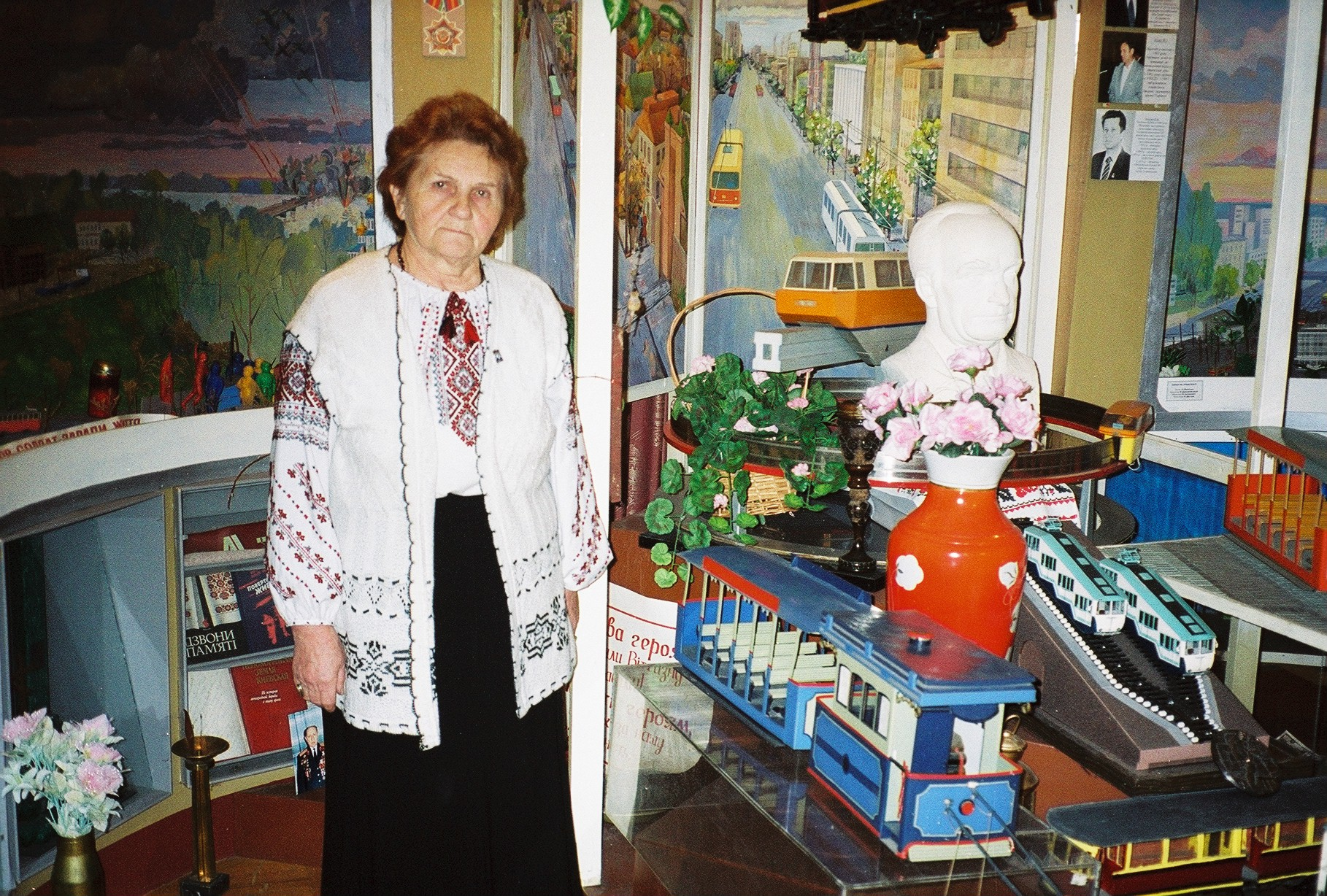
Ливинская Лидия Архиповна

Также она входила в правление секции памятников науки и техники Украинского общества охраны памятников истории и культуры. Публиковалась в научных сборниках и печатных изданиях.
Умерла 14 апреля 2010 в Киеве.